# NGC 2536
NGC 2536 (również PGC 22958) – galaktyka spiralna z poprzeczką (SBc/P), znajdująca się w gwiazdozbiorze Raka. Bliski towarzysz większej galaktyki NGC 2535, z którą oddziałuje grawitacyjnie. Obie te galaktyki stanowią obiekt Arp 82 w Atlasie Osobliwych Galaktyk Haltona Arpa i znajdują się w odległości około 186 milionów lat świetlnych od Ziemi. NGC 2536 odkrył Édouard Jean-Marie Stephan 22 stycznia 1877 roku.
W galaktyce tej zaobserwowano supernową SN 2014ds.